# بياتريس ويلارد
بياتريس ويلارد (بالإنجليزية: Beatrice Willard)‏ هي عالمة بيئة وعالمة نبات أمريكية، ولدت في 19 ديسمبر 1927، وتوفيت في 7 يناير 2003.